# Хьодо Мако
Хьодо Мако (яп. 兵藤 まこ, нар. 7 вересня 1962) — японська сейю.

## Біографія
Працює в озвученні таких жанрів, як: комедія, Аніме, мультфільм. Усього озвучила більш ніж 26 стрічки, з 1981 року по 2008 рік.

## Озвучення фільмів
- Небесні тихоходи (2008)
- «Shin onna tachiguishi retsuden» (2007)
- Лицарі Обжорний рядів (2006)
- «У джунглі!» (відео, 1997)
- «Burn Up W» (відео, 1996)
- Maze bakunetsu jikû OVA (відео, 1996)
- «Дівчина з Фантазії» (відео, 1993)
- «Гайярт — походження тих, які вижили» (відео, 1992)
- Голова, що говорить (1992)
- Червоні окуляри (1987)
- «Сутінки К'ю» (відео, 1987)
- Яйце Янгола (1985)

## Озвучення серіалів
- Покемон: Алмаз і перли (серіал, 2006—2011)
- Мадлакс (серіал, 2004)
- Pokémon Housou (серіал, 2002—2004)
- Покемон: Сучасне покоління (серіал, 2002—2006)
- «Ра-Зефон» (серіал, 2002)
- Детективи академії Кламп (серіал, 1997)
- Мейз (серіал, 1997)
- Покемон (серіал, 1997—2002)
- Бубу Тятя (серіал, 1996 — …)
- Рубаки Next (серіал, 1996)
- Весільний персик (серіал, 1995)
- Макросс Плюс (відео, 1994)
- Мобільний воїн Гандам: Вікторія (серіал, 1993)
- Нестерпні прибульці (серіал, 1981—1986)